# Mensonges et Trahisons (South Park)
Pour les articles homonymes, voir  Mensonges et Trahisons.
Mensonges et Trahisons (Doubling Down en VO) est le septième épisode de la vingt-et-unième saison de la série télévisée d'animation américaine South Park, et le 284e épisode de la série globale. Il est diffusé pour la première fois le 8 novembre 2017 sur Comedy Central. L'épisode traite de la chute de la côté de popularité de Donald Trump, du syndrome de Stockholm, via le traitement de l'entourage du président américain, et du victim playing, via la relation entre Cartman et Heidi.
Kyle ne supporte plus de voir Cartman mal se comporter avec sa petite amie Heidi, et se rend compte qu'il est amoureux d'elle.

## Résumé
Le couple formé par Cartman et Heidi est encore dans une mauvaise passe. Eric appelle sa petite amie en larmes et la supplie de se remettre avec lui, disant que ses crises de colère sont provoquées par sa mauvaise alimentation. Heidi accepte de revenir vers lui, à condition qu'il adopte comme elle un régime alimentaire végan pour aller mieux.
Cartman accepte, mais dès le lendemain, il insulte Heidi devant ses camarades de classe, l'accusant de lui imposer ce qu'il doit manger et d'être manipulatrice. Mais il se calme dès qu'elle vient le voir.
Kyle a de la peine pour Heidi. Il demande à Cartman d'arrêter de l'insulter et de se moquer d'elle, sans succès. Il cherche ensuite de l'aide auprès des autres garçons, qui refusent de s'en mêler : la relation entre Cartman et Heidi ne les regardent pas. Kyle n'est pas d'accord et va voir Heidi pour lui demander pourquoi elle continue de sortir avec Cartman. Elle n'apprécie pas la question, les autres filles se moquant déjà d'elle sur le sujet. Kyle répond qu'il ne pensait pas mal, mais elle reste sur la défensive, disant qu'elle n'a pas besoin de se justifier et que tout le monde ne voit que le côté négatif de Cartman.
Plus tard, Cartman vient voir Heidi chez elle, et prétend qu'il a adoré les substituts de viande de Beyond Meat qu'elle lui a conseillé. Il lui a apporté ce qu'il appelle du "Beyond KFC", qui serait une version végan de la nourriture du fast food du même nom. Il n'en est rien en réalité, et Cartman jubile tandis que sa copine déguste le poulet frit.
À l'école, Kyle ne trouve toujours aucun soutien auprès de ses camarades garçons, et Heidi a désormais des maux d'estomac à cause de la fausse nourriture végane que Cartman lui apporte. Eric se moque d'elle dans son dos, disant qu'elle devient de plus en plus grosse.
À la Maison-Blanche, le Président Garrison est informé par Mike Pence, Paul Ryan et Mitch McConnell qu'il devient de plus en plus impopulaire à cause de sa politique consistant à "baiser tout le monde", même au sein de sa propre administration. En entendant cela, Garrison les enferme dans son bureau. Plus tard, Paul Ryan est interviewé par la presse, visiblement traumatisé et avec un œil au beurre noir dégoulinant de sperme. Interrogé sur ce qu'il pense du gouvernement actuel, il affirme que le président des États-Unis a tout son soutien.
À South Park, Kyle va voir l'équipe de volley-ball féminine pour leur demander d'arrêter de se moquer d'Heidi. Les joueuses pensent que Kyle agit ainsi uniquement parce qu'il est lui-même amoureux d'Heidi. Kyle est troublé par cette remarque. Revenant plus tard et trouvant Heidi seule dans le gymnase, il va discuter avec elle. Heidi lui fait part de ses doutes, et Kyle lui explique que Cartman est passé maître dans l'art de jouer la victime, qu'il ne changera jamais et qu'elle ne doit pas s'en vouloir d'avoir été manipulée. Les deux enfants se rapprochent de jour en jour, jusqu'à ce qu'Heidi décide de rompre une nouvelle fois avec Cartman, cette fois pour de bon.
Désespéré, Cartman fuit sa maison pour trouver refuge chez Token Black. Celui-ci ne veut pas l'accueillir, mais sa mère refuse de le laisser dehors et l'invite à dîner. Alors qu'ils mangent, Cartman apprend par le père de Token qu'Heidi et Kyle sortent ensemble, ce qui le fait entrer dans une colère noire.
Dès le lendemain, un Cartman enragé vient régler ses comptes avec Kyle à l'école, l'accusant d'avoir manipulé et volé sa copine pour lui pourrir la vie une fois de plus. Kyle essaye de le calmer, jusqu'à ce qu'Eric le pousse contre un casier et essaye de le frapper. Kyle l'étale en un coup de poing, et lui dit qu'il doit accepter qu'Heidi soit passée à autre chose.
Heidi est invitée au restaurant par les filles pour avoir quitté Cartman, mais elles n'arrêtent pas de se moquer d'Eric et du fait qu'Heidi soit tout de même sortie avec lui pendant un bon moment. Heidi recommence alors à se sentir mal. Elle finit par aller trouver Cartman, pour s'assurer qu'il vit bien leur rupture. Eric profite de l'occasion pour lui faire des "révélations".
Plus tard, Heidi se rend chez Kyle, avec qui elle avait rendez-vous, et rompt avec lui, expliquant que c'est lui qui l'a manipulé pour l'éloigner de Cartman, mais que ce n'est pas grave car c'est à cause de ses origines juives, qui le poussent à faire du mal aux gens sans qu'il s'en aperçoive. Un discours qu'on imagine sans peine "suggéré" par Cartman. Ce dernier est d'ailleurs à l'extérieur, et part avec sa petite amie retrouvée en adressant un sourire triomphal à un Kyle sous le choc qui les regarde partir.
L'épisode se termine sur le Président Garrison célébrant sa première année à la Maison-Blanche, qui promet à son équipe trois années encore meilleures, en sortant de derrière son bureau avec un énorme godemichet attaché sur son pénis...